# Hong Kong Senior Challenge Shield 2008/09
Der Hong Kong Senior Challenge Shield 2008/09, aus Sponsorengründen auch als Eisiti Senior Shield bekannt, war die 107. Austragung eines K.-o.-Fußballwettbewerbs in Hongkong. Teilnehmer waren die neun Mannschaften der ersten Liga, der Hong Kong Premier League. Das Turnier begann am 22. November 2008 und endete mit dem Finale im Hong Kong Stadium am 21. Dezember 2008. Titelverteidiger war der Eastern AA.

## Termine
| Runde         | Datum                                                 |
| ------------- | ----------------------------------------------------- |
| 1. Runde      | 22. November 2008 24. November 2008 25. November 2008 |
| Viertelfinale | 29. November 2008 30. November 2008                   |
| Halbfinale    | 7. Dezember 2008                                      |
| Finale        | 21. Dezember 2008                                     |

## Erste Runde
|                                               | Ergebnis |                              |
| --------------------------------------------- | -------- | ---------------------------- |
| 22. November 2008 (Siu Sai Wan Sports Ground) |          |                              |
| TSW Pegasus                                   | 4:0      | Tuen Mun Progoal FC          |
| 22. November 2008 (Siu Sai Wan Sports Ground) |          |                              |
| Convoy Sun Hei SC                             | 4:0      | Mutual FC                    |
| 24. November 2008 (Mong Kok Stadium)          |          |                              |
| Xiangxue Eisiti                               | 0:4      | Citizen AA                   |
| 24. November 2008 (Mong Kok Stadium)          |          |                              |
| Happy Valley                                  | 0:2      | Sheffield United (Hong Kong) |
| 25. November 2008 (Mong Kok Stadium)          |          |                              |
| NT Realty Wofoo                               | 1:2      | Fourway                      |

## Viertelfinale
|                                      | Ergebnis  |                              |
| ------------------------------------ | --------- | ---------------------------- |
| 29. November 2008 (Mong Kok Stadium) |           |                              |
| Eastern AA                           | 0:1       | TSW Pegasus                  |
| 29. November 2008 (Mong Kok Stadium) |           |                              |
| Kitchee SC                           | 2:3 n. V. | Convoy Sun Hei SC            |
| 30. November 2008 (Mong Kok Stadium) |           |                              |
| Fourway                              | 2:0       | Sheffield United (Hong Kong) |
| 30. November 2008 (Mong Kok Stadium) |           |                              |
| South China AA                       | 3:1       | Citizen AA                   |

## Halbfinale
|                                     | Ergebnis |                |
| ----------------------------------- | -------- | -------------- |
| 7. Dezember 2008 (Mong Kok Stadium) |          |                |
| Convoy Sun Hei SC                   | 1:0 n. V | Fourway        |
| 7. Dezember 2008 (Mong Kok Stadium) |          |                |
| TSW Pegasus                         | 2:0      | South China AA |

## Finale
|                                       | Ergebnis |             |
| ------------------------------------- | -------- | ----------- |
| 21. Dezember 2008 (Hong Kong Stadium) |          |             |
| Convoy Sun Hei SC                     | 0:3      | TSW Pegasus |